# Daria Rebet
Daria Rebet ps. Darka (panieńskie nazwisko Cisyk, ur. 26 lutego 1913 w Kicmaniu, zm. 5 stycznia 1992 w Monachium) – ukraińska działaczka nacjonalistyczna i niepodległościowa, publicystka, prawnik. 
Ukończyła gimnazjum w Stryju, następnie studia prawnicze na Katolickim Uniwersytecie Lubelskim.
Członek Płasta, działała w Junactwie, następnie w OUN. W latach 1934–1938 była członkiem krajowej egzekutywy OUN na zachodniej Ukrainie, podczas niemieckiej okupacji członkiem Zarządu Głównego OUN.
Była współzałożycielką UHWR. W 1944 na polecenie Prowodu OUN wyjechała na zachód. Po wojnie na emigracji w USA, działała w redakcjach gazet Suczasna Ukrajina, Suczasnist, Ukrajinśkyj Samostijnik. Żona Lwa Rebeta.